# علی علوی
علی علوی (متولد ۲۱ اردیبهشت ۱۳۴۵ در تهران، ایران) استاد شیمی نظری در گروه شیمی دانشگاه کمبریج و مدیر مؤسسه ماکس پلانک برای تحقیقات حالت جامد در اشتوتگارت، آلمان است.

## زندگی‌نامه
علوی متولد تهران است و در سال ۱۳۵۷ به همراه خانواده خود از ایران به انگلیس مهاجرت کرد. وی دکترای خود را در سال ۱۹۹۱ از دانشگاه کمبریج دریافت کرد. از سال ۱۹۹۱ تا ۱۹۹۳، عضو هیئت علمی در انستیتوی فیزیک اتمی و مولکولی (آمولف) در آمستردام بود، قبل از آن که در سالهای ۱۹۹۳ تا ۱۹۹۵ عضو محقق جوان در کالج ترینیتی، کمبریج شود. پس از آن تا سال ۲۰۰۰ به عنوان مدرس دانشکده فیزیک و ریاضیات در دانشگاه بلفاست مشغول به کار بود. از سال ۲۰۰۰ تا به امروز همکار و مدیر مطالعات علوم طبیعی در کالج ترینیتی، کمبریج است. جایی که در سال ۲۰۱۱ به افتخار استاد کاملی شیمی نظری رسید.
از نوامبر ۲۰۱۳، او عضو علمی انجمن ماکس پلانک و مدیر مؤسسه ماکس پلانک برای تحقیقات حالت جامد در اشتوتگارت و اندکی بعد نیز استاد افتخاری دانشگاه اشتوتگارت شد.

## تحصیلات
علوی در دانشگاه کمبریج تحصیل کرد ودر آنجا لیسانس هنر در علوم طبیعی دریافت کرد سپس او موفق به دریافت دکترا برای تحقیق بر روی دینامیک مولکولی فیلم‌های نازک و انتقال بار پیچیده در سال ۱۹۹۰ شد.

## تحقیقات
تحقیقات او بر همبستگی الکترون و معادلات شرودینگر متمرکز شده است، ترکیب شیمیایی کوانتومی با روشهای مونت کارلو، که راه حلهایی را برای مشکلاتی ارائه می‌دهد که حل آنها با استفاده از روشهای استاندارد کوانتومی معمولی بسیار دشوار است.